# Refugi Cap del Rec
El refugi Cap del Rec és un refugi de muntanya del municipi de Lles de Cerdanya, a la Baixa Cerdanya, situat a 1.956 m d'altitud i al vessant sud de la Tossa Plana de Lles.
Aquest refugi substituí l'anterior que hi havia hagut el qual l'any 1955 va ensorrar-se. Posteriorment ICONA en construí un de nou que va ser cedit al Club Muntanyenc Sant Cugat, el qual n'ha fet successives modificacions i ampliacions. Actualment disposa de bar, restaurant, telèfon públic, serveis, dutxes, i 68 places d'allotjament. És un lloc molt concorregut atès que es troba al costat mateix de l'estació d'esquí de fons Lles de Cerdanya.